# 백제 건국 설화
백제 건국 설화는 삼국 시대의 고대 국가 백제의 건국에 관해 전해내려오는 설화를 말한다. 현재까지 전해지는 백제 건국 이야기는 모두 3가지로서, 그 중 2가지는 《삼국사기》에 전하며 나머지 한 가지는 《수서》와 《북사》에 전해진다.
《삼국사기》에 전하는 설화가 각각 온조 설화와 비류 설화이고, 《수서》에 전하는 설화는 구태설화로 불린다. 《삼국사기》의 저자들은 두 설화 중에 무엇이 옳은지 모르겠다고 밝힌 뒤 두 설화를 모두 언급했다. '백제 건국 설화'라고 할 때, 보통은 현재 가장 많이 알려지고 유력하게 인정받고 있는 온조 설화만을 이야기하는 경우가 많다.

## 온조 설화
백제의 시조가 온조라고 전하는 설화로, 《삼국사기》에서 정설로 소개된다.
온조 설화에 따르면, 동명성왕이 졸본에 정착하여 졸본 부여왕의 둘째 딸과 결혼하여 두 아들을 낳았는데 형은 비류로, 동생은 온조로 이름 지어졌다. 이후 동명성왕이 고구려를 건국하고 비류와 온조는 왕위에 오르는 가장 유력한 순위에 있었다.
그러나 어느 날 비류와 온조를 얻기 이전에 동명성왕과 북부여의 예씨 사이에서 태어난 유리가 고구려에 찾아오자 동명성왕이 반겼다. 게다가 동명성왕은 첫째 아들인 유리를 태자로 임명하자, 비류와 온조 형제는 후일이 두려워 남쪽으로 내려가 새로운 땅을 찾아 나서게 되었다.
그런데 비류는 물고기 잡기 좋다 하며 바닷가에 나라를, 온조는 농사 짓기 좋다하여 소서노와 강가에 나라를 세웠다. 그런데 몇달 후, 비류를 따라간 자들이 온조에게 와 백성이 되게 해달라 했는데, 비류는 땅이 짜서 농사가 잘 지어지지 않고 백성들이 굶게되자 죄책감으로 죽었었다. 이후 온조는 나라 이름을 바꿨는데, 그것이 바로 백제이다. 이때 온조가 도읍한 자리가 한성인 까닭에 이를 한성백제라고 한다.

## 비류 설화
온조 설화와는 달리 비류 설화는 백제의 시조가 비류라고 전하는 설화이다. 《삼국사기》에서 이설로 소개되며, 비류 설화는 온조 설화와 두 형제의 가계와 함께 대수와 패수를 건넜다는 것, 비류와 온조 모두 미추홀에 정착하였다는 점 등에 차이가 있다.
북부여의 왕인 해부루의 아들 우태는 소서노라고 불리는 졸본 사람 연타발의 딸과 혼인하였다. 이 둘 사이에서 태어난 사람이 바로 형 비류와 동생 온조이다. 그러나 우태가 죽자 졸본으로 망명한 주몽과 재혼하였다고 한다.
주몽은 소서노와 두 형제를 잘 보살펴 주었고, 소서노는 왕비가 되었다. 그러나 부여 예씨와 혼인하여 얻은 아들 유리가 찾아 오자, 주몽의 마음은 유리 쪽으로 기울었고, 결국 유리를 태자로 삼는다.
그러자 형인 비류가 아우인 온조에게 말하기를, 대왕의 업적이 크고 우리를 잘 보살펴 주었으나, 이제는 나라가 유리의 손에 들어갔으나 다른 나라를 세우자고 하였다. 그리하여 두 형제는 어머니 소서노와 함께 대수와 패수를 건너 미추홀에 나라를 건국하였다.

## 구태 설화
구태설화는 세 건국 설화 중에서 다소 신빙성이 떨어지고 잘 알려져 있지 않은 설화이다. 그러나 백제 건국 설화의 하나이므로 주목할 필요가
구태 설화에서는 '고리국'의 시녀가 낳은 사내아이가 동명성왕이 되는데, 동명성왕이 엄수에 이르자 북부여 사람들이 그를 반겼다고 한다. 여기서 동명성왕은 후손이 있었는데, 그 이름이 '위구태'라고 한다.
위구태가 대방에 나라를 세우고 나중에는 동이의 큰 나라가 되었다고 전한다. 구태 설화에서는 '백제'의 어원에 대해서도 언급하는데, 그것에 따르면 "백(百) 개의 집이 바다를 건넜다"고 하여 백제라고 불리었다고 한다.
원래는 10명의 신하가 보필하고, 10개의 강물을 건넜다.라는 뜻을 가진 십제였지만, 시간이 지나면서 백제로 바뀌었다.

## 논란
아직도 이 세 건국 설화 중 어느 것이 가장 정확한 것인지 알 수 없다. 특히 온조 설화에서 '하남 위례성'이라는 곳이 어디인지 대해서도 논란이 되고 있다. 몽촌토성과 풍납토성으로 보고 있는 것이 가장 유력하지만, 이마저도 한강 유역이 아니라 임진강 유역이라는 이야기도 있다.
이들 설화에 대한 견해 중에서는 온조의 후손과 비류의 후손이 번갈아 가며 왕위를 세습하다가, 나중에는 온조의 후손이 계속 왕위에 차지했다는 것을 반영한다는 주장도 있다.
온조의 후손이 왕위에 오르고도 비류 설화가 계속하여 전해져 결국 삼국사기에 전해졌다는 점과 백제의 초기 왕위 계보가 온조의 후손만이 왕이 되었다고 보기에는 이해하기 힘든 점이 많다는 점을 들어 주장한다.
또 다른 측에서는, 사실 온조와 비류는 형제 사이가 아니라 위례성의 온조 세력과 미추홀의 비류 세력이 서로 연맹 관계를 맺었다는 것을 반영한다고 주장한다.

## 참고 자료
- 「한국의 신화 이야기」, 백제의 온조와 비류신화, 이지영 저, 사군자(2003년, 112~117p)
- 「이야기 한국고대사」, 백제의 건국신화,  조법종 저, 청아출판사(2007년, 197~212p)